# Chacalapa 2.ª Sección (San Manuel)
Chacalapa 2.ª Sección (San Manuel) es una ranchería del municipio de Jalpa de Méndez ubicado en la subregión centro del estado mexicano de Tabasco.

## Geografía
La localidad de Chacalapa 2.ª Sección (San Manuel) se sitúa en las coordenadas geográficas 18°09′07″N 93°07′35″O / 18.151944, -93.126389, a una elevación de 4 metros sobre el nivel del mar.

## Demografía
Según el Conteo de Población y Vivienda 2020, efectuado por el Instituto Nacional de Estadística y Geografía, la localidad de Chacalapa 2.ª Sección (San Manuel) tiene 529 habitantes, de los cuales 262 son del sexo masculino y 267 del sexo femenino. Su tasa de fecundidad es de 2.57 hijos por mujer y tiene 139 viviendas particulares habitadas.
| Gráfica de evolución demográfica de Chacalapa 2.ª Sección (San Manuel) entre 1970 y 2020 |
|                                                                                          |
| INEGI.                                                                                   |